# Aporodoris merria
Aporodoris merria is een slakkensoort uit de familie van de Discodorididae. De wetenschappelijke naam van de soort is voor het eerst geldig gepubliceerd in 1973 door Burn.